# 屋板運動場
屋板運動場（やいたうんどうじょう）は、栃木県宇都宮市屋板町にある運動場。多目的運動場とテニスコートを備える。敷地内には宇都宮市弓道場と宇都宮市サン・アビリティーズを併設している。

## 概要
スポーツの普及振興と市民の心身の健全な発達や豊かな市民生活の形成に寄与するため1987年3月に宇都宮市により設置された。

### 多目的運動場
- 野球場2面、サッカー場1面、300mトラック併用施設で照明設備を備える。
- いちご一会とちぎ大会（2022年）のグランドソフトボール会場として利用される予定である[2]。

### テニスコート
- コートは15面あり、2021年5月より、全面人工芝となった。

2021年4月に2階建てのクラブハウスが設置された
- いちご一会とちぎ国体にてテニス会場として使用している[1]。

## 宇都宮市弓道場
- 鉄筋コンクリート造平屋建て、10人立、観客席87人、照明設備と練習場有り

## サン・アビリティーズ

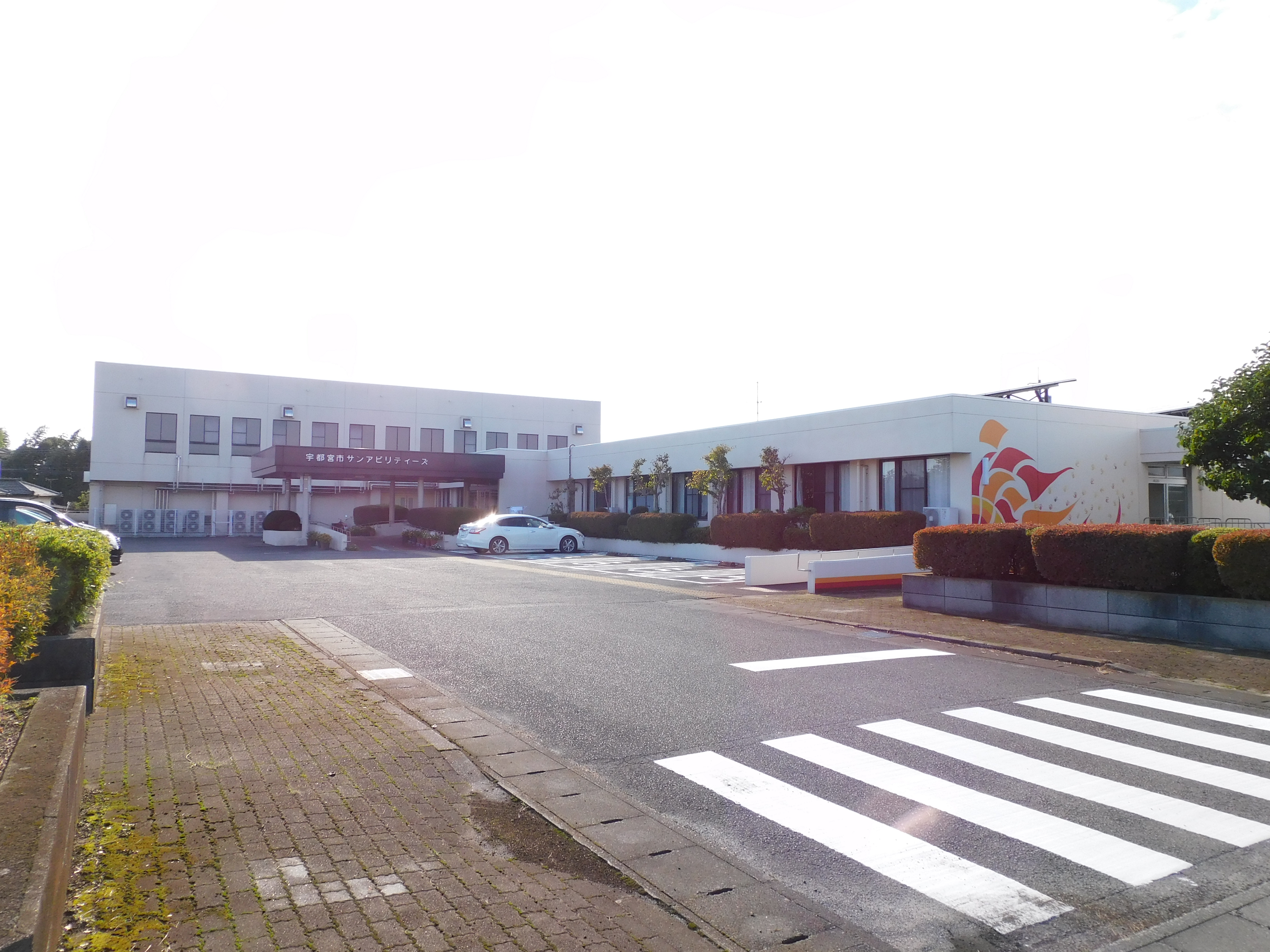
サン・アビリティーズ

- 障害者の教養や文化、体育の向上を図り社会参加を促進するための施設で、障害者と健常者の交流やコミュニティなども目的としている[5]。

- 体育室、研修室、音楽室、多目的ホール、機能訓練室、相談室などを備える。

## 年表
- 1987年（昭和62年）3月 - 屋板運動場開設
- 1992年（平成4年）3月 - 宇都宮市弓道場開設
- 2003年（平成15年）3月 - 宇都宮市サン・アビリティーズ開設
- 2021年（令和3年）
  - 4月 - テニスコートにクラブハウス設置
  - 5月 - テニスコートのリニュアール工事が完了し記念式典実施[6]
- 2022年（令和4年）10月 - いちご一会とちぎ国体テニス競技を開催[7]

## 交通アクセス
- JR宇都宮駅より
  - 関東自動車の上三川行で「屋板運動場」下車、徒歩約3分[1]
  - タクシーで約15分[1]